# Little Abitibi River
Little Abitibi River är ett vattendrag i Kanada.   Det ligger i provinsen Ontario, i den sydöstra delen av landet, 700 km nordväst om huvudstaden Ottawa.
I omgivningarna runt Little Abitibi River växer i huvudsak barrskog. Trakten runt Little Abitibi River är nära nog obefolkad, med mindre än två invånare per kvadratkilometer.